# Zygfryd Kuchta
Zygfryd Kuchta, poljski rokometaš, * 5. januar 1944, Diepholz (Nemčija).
Leta 1972 je na poletnih olimpijskih igrah v Münchnu v sestavi poljske rokometne reprezentance osvojil deseto mesto.
Čez štiri leta je z reprezentanco osvojil bronasto medaljo.